# Miltochrista flava
Miltochrista flava är en fjärilsart som beskrevs av Meyer 1906. Miltochrista flava ingår i släktet Miltochrista och familjen björnspinnare. Inga underarter finns listade i Catalogue of Life.